# Deinbollia longiacuminata
Deinbollia longiacuminata là một loài thực vật có hoa trong họ Bồ hòn. Loài này được Hauman mô tả khoa học đầu tiên năm 1958.